# Trichlora
Trichlora, Rod lukovičastih geofita iz porodice zvanikovki, dio potporodice lukovki. Postoje četiri priznate vrste, a sve su peruanski endemi uključeni u podtribus Gilliesiinae.

## Vrste
1. Trichlora huascarana Ravenna
2. Trichlora lactea Ravenna
3. Trichlora peruviana Baker
4. Trichlora sandwithii Vargas